# Wimbledon-mesterskabet i mixed double 2018
Wimbledon-mesterskabet i mixed double 2018 var den 96. turnering om Wimbledon-mesterskabet i mixed double. Turneringen var en del af Wimbledon-mesterskaberne 2018 og blev spillet i All England Lawn Tennis and Croquet Club i London, Storbritannien i perioden 6. - 15. juli 2018 med deltagelse af 48 par.
Mesterskabet blev vundet af Alexander Peya og Nicole Melichar, der var seedet som nr. 11, og som i finalen besejrede Jamie Murray og Viktorija Azarenka med 7-6(1), 6-3. Både Peya og Melichar var i deres anden grand slam-finale og begge spillere vandt deres første grand slam-titel i karrieren. Alexander Peya havde tidligere været i finalen (og tabt) i Wimbledon-mesterskabet i mixed double 2015 sammen med Tímea Babos, mens Nicole Melichar spillede sin anden Wimbledon-finale på to dage, idet hun dagen før sammen med Květa Peschke havde tabt damedoublefinalen til Barbora Krejčíková og Kateřina Siniaková.
Jamie Murray og Martina Hingis var forsvarende mestre, men Hingis stoppede sin aktive karriere i slutningen af 2017, hvorfor Murray i stedet stillede op til sit titelforsvar med Viktorija Azarenka som makker, og det britisk-hviderussiske par tabte som nævnt i finalen.

## Pengepræmier
Den samlede præmiesum til spillerne i mixed double androg £ 405.000 (ekskl. per diem), hvilket var en stigning på 10,1 % i forhold til året før.
| Resultat               | Pengepræmier | Pengepræmier | Ændring ift. 2017 |
| Resultat               | Pr. par      | Total        | Ændring ift. 2017 |
| ---------------------- | ------------ | ------------ | ----------------- |
| Vindere (1)            | £ 110.000    | £ 110.000    | +10,0 %           |
| Finalister (1)         | £ 55.000     | £ 55.000     | +10,0 %           |
| Semifinalister (2)     | £ 27.500     | £ 55.000     | +10.0 %           |
| Kvartfinalister (4)    | £ 13.750     | £ 55.000     | +14,6 %           |
| Tabere i 3. runde (8)  | £ 6.500      | £ 52.000     | +8,3 %            |
| Tabere i 2. runde (16) | £ 3.250      | £ 52.000     | +8,3 %            |
| Tabere i 1. runde (16) | £ 1.625      | £ 26.000     | +8,3 %            |
| Samlet præmiesum       | -            | £ 405.000    | +10,1 %           |

## Turnering

### Deltagere
Turneringen havde deltagelse af 48 par, der var fordelt på:
- 43 direkte kvalificerede par i form af deres ranglisteplacering.
- 5 par, der havde modtaget et wildcard (markeret med WC).

#### Seedede spillere
De 16 bedste par blev seedet:
| Seedning | Rang. | Spillere                                         | Resultat     |
| -------- | ----- | ------------------------------------------------ | ------------ |
| 1        | 10    | Mate Pavić Gabriela Dabrowski                    | Tredje runde |
| 2        | 15    | Bruno Soares Jekaterina Makarova                 | Kvartfinale  |
| 3        | 21    | Ivan Dodig Latisha Chan                          | Kvartfinale  |
| 4        | 27    | Jean-Julien Rojer Demi Schuurs                   | Kvartfinale  |
| 5        | 29    | Nikola Mektić Chan Hao-ching                     | Tredje runde |
| 6        | 31    | Édouard Roger-Vasselin Andrea Sestini Hlaváčková | Tredje runde |
| 7        | 34    | Robert Farah Anna-Lena Grönefeld                 | Anden runde  |
| 8        | 42    | Rajeev Ram Andreja Klepač                        | Anden runde  |
| 9        | 51    | Michael Venus Katarina Srebotnik                 | Semifinale   |
| 10       | 52    | Juan Sebastián Cabal Abigail Spears              | Kvartfinale  |
| 11       | 52    | Alexander Peya Nicole Melichar                   | Mestre       |
| 12       | 55    | Matwé Middelkoop Johanna Larsson                 | Tredje runde |
| 13       | 56    | Maks Mirnyj Květa Peschke                        | Anden runde  |
| 14       | 59    | Ben McLachlan Eri Hozumi                         | Tredje runde |
| 15       | 61    | Marcelo Demoliner María José Martínez Sánchez    | Anden runde  |
| 16       | 65    | Henri Kontinen Heather Watson                    | Tredje runde |

#### Wildcards
Fem par modtog et wildcard til turneringen.
| Spillere                          | Resultat     |
| --------------------------------- | ------------ |
| Luke Bambridge Katie Boulter      | Første runde |
| Jay Clarke Harriet Dart           | Semifinale   |
| Dominic Inglot Samantha Stosur    | Første runde |
| Thanasi Kokkinakis Ashleigh Barty | Første runde |
| Joe Salisbury Katy Dunne          | Første runde |

### Resultater

#### Kvartfinaler, semifinaler og finale
| Jay Clarke   |
| Harriet Dart |

| Juan Sebastián Cabal |
| Abigail Spears       |

| Jay Clarke   |
| Harriet Dart |

| Jean-Julien Rojer |
| Demi Schuurs      |

| Jamie Murray       |
| Viktorija Azarenka |

| Jamie Murray       |
| Viktorija Azarenka |

| Jamie Murray       |
| Viktorija Azarenka |

| Michael Venus      |
| Katarina Srebotnik |

| Alexander Peya  |
| Nicole Melichar |

| Ivan Dodig   |
| Latisha Chan |

| Michael Venus      |
| Katarina Srebotnik |

| Alexander Peya  |
| Nicole Melichar |

| Alexander Peya  |
| Nicole Melichar |

| Bruno Soares        |
| Jekaterina Makarova |

#### Første, anden og tredje runde
| Mate Pavić         |
| Gabriela Dabrowski |

| Bye |
|     |

| Mate Pavić         |
| Gabriela Dabrowski |

| Leonardo Mayer  |
| Marina Irigoyen |

| Artem Sitak       |
| Ljudmyla Kitjenok |

| Artem Sitak       |
| Ljudmyla Kitjenok |

| Mate Pavić         |
| Gabriela Dabrowski |

| Robert Lindstedt |
| Yang Zhaoxuan    |

| Jay Clarke   |
| Harriet Dart |

| Jay Clarke   |
| Harriet Dart |

| Jay Clarke   |
| Harriet Dart |

| Bye |
|     |

| Maks Mirnyj   |
| Květa Peschke |

| Maks Mirnyj   |
| Květa Peschke |

| Juan Sebastián Cabal |
| Abigail Spears       |

| Bye |
|     |

| Juan Sebastián Cabal |
| Abigail Spears       |

| Hugo Nys     |
| Shuko Aoyama |

| Marcus Daniell  |
| Nadiia Kitjenok |

| Marcus Daniell  |
| Nadiia Kitjenok |

| Juan Sebastián Cabal |
| Abigail Spears       |

| Robin Haase      |
| Kirsten Flipkens |

| Robin Haase      |
| Kirsten Flipkens |

| Franko Škugor |
| Vania King    |

| Robin Haase      |
| Kirsten Flipkens |

| Bye |
|     |

| Rajeev Ram     |
| Andreja Klepač |

| Rajeev Ram     |
| Andreja Klepač |

| Jean-Julien Rojer |
| Demi Schuurs      |

| Bye |
|     |

| Jean-Julien Rojer |
| Demi Schuurs      |

| James Cerretani |
| Renata Voráčová |

| James Cerretani |
| Renata Voráčová |

| John-Patrick Smith |
| Daria Gavrilova    |

| Jean-Julien Rojer |
| Demi Schuurs      |

| Mike Bryan            |
| Bethanie Mattek-Sands |

| Ben McLachlan |
| Eri Hozumi    |

| Philipp Oswald |
| Xenia Knoll    |

| Mike Bryan            |
| Bethanie Mattek-Sands |

| Bye |
|     |

| Ben McLachlan |
| Eri Hozumi    |

| Ben McLachlan |
| Eri Hozumi    |

| Matwé Middelkoop |
| Johanna Larsson  |

| Bye |
|     |

| Matwé Middelkoop |
| Johanna Larsson  |

| Neal Skupski |
| Naomi Broady |

| Neal Skupski |
| Naomi Broady |

| Joe Salisbury |
| Katy Dunne    |

| Matwé Middelkoop |
| Johanna Larsson  |

| Roman Jebavý   |
| Lucie Hradecká |

| Jamie Murray       |
| Viktorija Azarenka |

| Jamie Murray       |
| Viktorija Azarenka |

| Jamie Murray       |
| Viktorija Azarenka |

| Bye |
|     |

| Robert Farah        |
| Anna-Lena Grönefeld |

| Robert Farah        |
| Anna-Lena Grönefeld |

| Nikola Mektić  |
| Chan Hao-Ching |

| Bye |
|     |

| Nikola Mektić  |
| Chan Hao-Ching |

| Fabrice Martin |
| Raluca Olaru   |

| Fabrice Martin |
| Raluca Olaru   |

| Thanasi Kokkinakis |
| Ashleigh Barty     |

| Nikola Mektić  |
| Chan Hao-Ching |

| Andrej Vasiljevskij |
| Anastasia Rodionova |

| Michael Venus      |
| Katarina Srebotnik |

| Luke Bambridge |
| Katie Boulter  |

| Andrej Vasiljevskij |
| Anastasia Rodionova |

| Bye |
|     |

| Michael Venus      |
| Katarina Srebotnik |

| Michael Venus      |
| Katarina Srebotnik |

| Henri Kontinen |
| Heather Watson |

| Bye |
|     |

| Henri Kontinen |
| Heather Watson |

| Marcin Matkowski   |
| Mihaela Buzărnescu |

| Marcin Matkowski   |
| Mihaela Buzărnescu |

| Divij Sharan    |
| Alicja Rosolska |

| Henri Kontinen |
| Heather Watson |

| Aisam-ul-Haq Qureshi   |
| Arantxa Parra Santonja |

| Ivan Dodig   |
| Latisha Chan |

| Andrés Molteni  |
| Makoto Ninomiya |

| Aisam-ul-Haq Qureshi   |
| Arantxa Parra Santonja |

| Bye |
|     |

| Ivan Dodig   |
| Latisha Chan |

| Ivan Dodig   |
| Latisha Chan |

| Édouard Roger-Vasselin |
| A. Sestini Hlaváčková  |

| Bye |
|     |

| Édouard Roger-Vasselin |
| A. Sestini Hlaváčková  |

| Santiago González |
| Raquel Atawo      |

| Nicolas Mahut   |
| Elina Svitolina |

| Nicolas Mahut   |
| Elina Svitolina |

| Édouard Roger-Vasselin |
| A. Sestini Hlaváčková  |

| Nicholas Monroe     |
| Oksana Kalasjnikova |

| Alexander Peya  |
| Nicole Melichar |

| Ken Skupski |
| Anna Smith  |

| Ken Skupski |
| Anna Smith  |

| Bye |
|     |

| Alexander Peya  |
| Nicole Melichar |

| Alexander Peya  |
| Nicole Melichar |

| Marcelo Demoliner     |
| M.J. Martínez Sánchez |

| Bye |
|     |

| Marcelo Demoliner     |
| M.J. Martínez Sánchez |

| Jack Sock       |
| Sloane Stephens |

| Jack Sock       |
| Sloane Stephens |

| Dominic Inglot  |
| Samantha Stosur |

| Jack Sock       |
| Sloane Stephens |

| John Peers  |
| Zhang Shuai |

| Bruno Soares        |
| Jekaterina Makarova |

| Hans Podlipnik-Castillo |
| Lidzija Marozava        |

| John Peers  |
| Zhang Shuai |

| Bye |
|     |

| Bruno Soares        |
| Jekaterina Makarova |

| Bruno Soares        |
| Jekaterina Makarova |